# Mazapil
Mazapil là một đô thị thuộc bang Zacatecas, México. Năm 2005, dân số của đô thị này là 15589 người.